# Болница (Висибаба)
Болница је археолошки локалитет који се налази у месту Висибаба, на благог падини, на тераси старог тока реке Скрапеж, у општини Пожега. Налазиште је датовано у период између 2. и 3. века и верује се да је заједно са локалитетом Савинац, од кога је данас одвојено сеоским путем, било део некрополе античког насеља. Локалитет се данас налази испод парка Медицинског центра и обрадивим површинама.
Рекогносцирање терена извршено је 1970. године, а сондажна ископавања су започела 1982. На налазишту су констатовани остаци већег архитектонског објекта и делови архитектонске пластике

## Налазиште Савинац
Савинац се налази на ужем простору Варошишта. Сеоским путем је одвојен од налазишта Болница, са којим представља остатке већег римског насеља. Простире се и североисточно од локалитета на којем су откривени резиденцијални објекти.
На овом налазишту откривени су темељи грађевине од камених блокова, а на северозападној страни и фрагменти саркофага.